# اكادير نيفسكان (أمزميز)
اكادير نيفسكان هو دُوَّار يقع بجماعة أمزميز، إقليم الحوز، جهة مراكش آسفي في المملكة المغربية. ينتمي الدوّار لمشيخة أمزميز التي تضم 9 دواوير. يقدر عدد سكانه بـ 56 نسمة حسب الإحصاء الرسمي للسكان والسكنى لسنة 2004.

## روابط خارجية
- البوابة الوطنية للجماعات الترابية
- المندوبية السامية للتخطيط